# 1925 في نيوزيلندا
فيما يلي قوائم الأحداث التي وقعت خلال عام 1925 في نيوزيلندا.

## سياسة

### تعيين في المنصب
- 1 يناير – جون ماسون عضو مجلس النواب النيوزيلندي ‏.
- 13 أغسطس – جورج فوربس زعيم المعارضة.

### انتهاء فترة المنصب
- 4 نوفمبر – جورج فوربس زعيم المعارضة.

## ظهور
- 21 يوليو – راتانا مستوطنة في نيوزيلندا.

## مواليد

### يناير
- 1 يناير – أودري إيغل عالمة نبات نيوزيلندية.
- 1 يناير – تريفور جيمس كونستابل

### فبراير
- 15 فبراير – جون بورتون لاعب كركيت نيوزيلندي.
- 22 فبراير – ألكسندر غرانت
- 25 فبراير – كامبل سميث

### مارس
- 25 مارس – أو. إي. ميدلتون كاتب نيوزيلندي.

### أبريل
- 24 أبريل – دوروثي باتلر
- 25 أبريل – نيفيل بلاك لاعب اتحاد رغبي نيوزيلندي.

### مايو
- 14 مايو – دبليو. إتش أوليفر مؤرخ نيوزيلندي.
- 20 مايو – موريس كرو

### يونيو
- 11 يونيو – ريتشارد وايت

### يوليو
- 20 يوليو – اريك واتسون لاعب كركيت نيوزيلندي.

### أكتوبر
- 21 أكتوبر – يان بالينغر لاعب رماية نيوزيلندي.
- 25 أكتوبر – دونالد برايان لاعب كريكت نيوزلندي.

### نوفمبر
- 6 نوفمبر – إيان كروس كاتب وصحفي وروائي نيوزيلندي.
- 26 نوفمبر – ستيوارت روس تايلور
- 27 نوفمبر – ريجنالد يوهانسون

### ديسمبر
- 31 ديسمبر – راي بيل

## وفيات

### أبريل
- 27 أبريل – جورج وليامز (مواليد 1856) لاعب اتحاد رغبي نيوزيلندي.